# Sint-Joriskerk (Sleidinge)

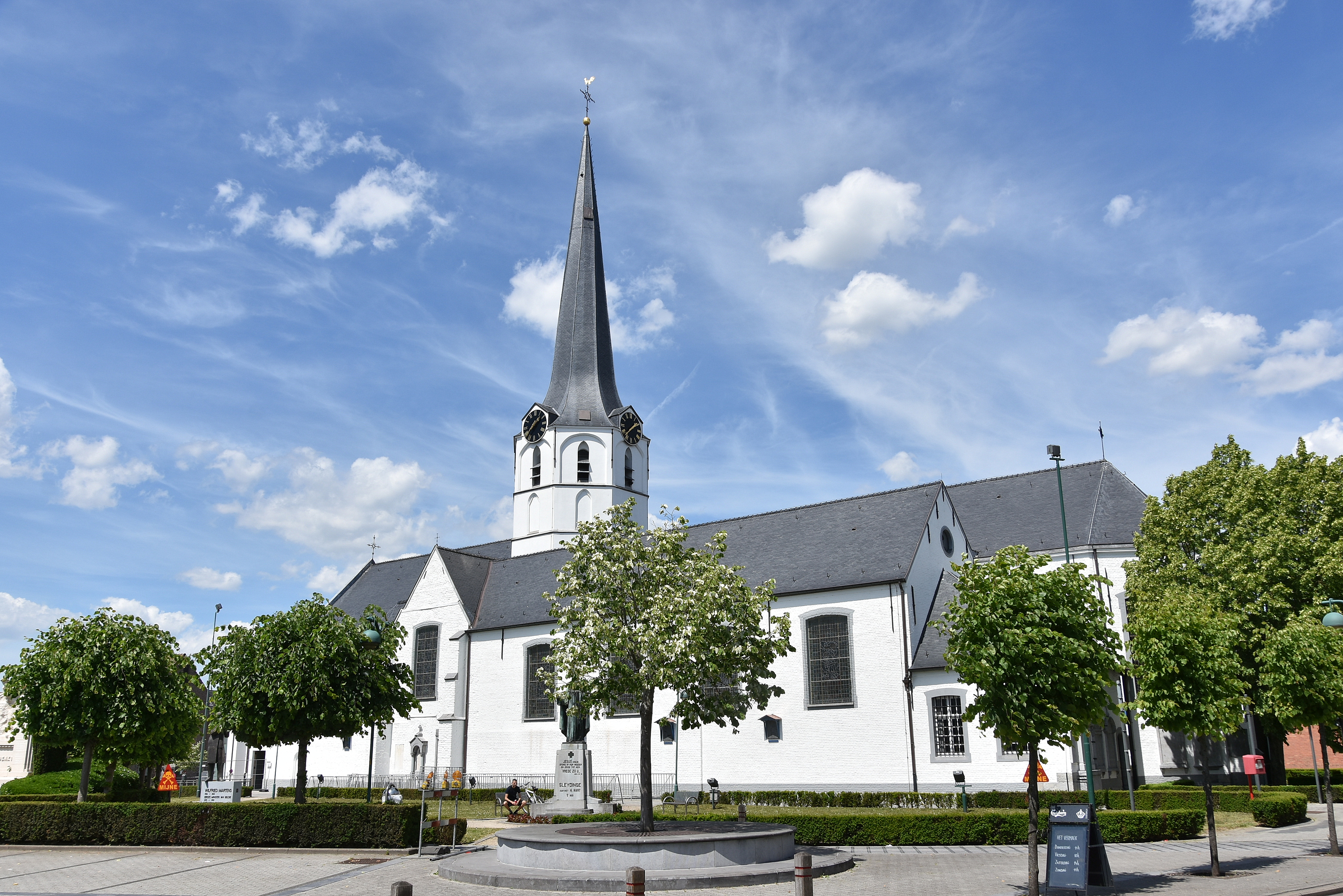
De Sint-Joriskerk

De Sint-Joriskerk is een kerkgebouw in de Belgische deelgemeente Sleidinge. De kerk is toegewijd aan de heilige Joris.

## Bouwgeschiedenis
Tussen 1260 en 1280 verrees hier een vroeggotische kruiskerk met vieringtoren. Rond 1549 vergrootte men het priesterkoor en de sacristie tot ze even breed werden als het transept en het geheel werd afgedekt met drie zadeldaken. Heropbouw volgde in 1664 na een brand in 1662. Een traptoren werd toegevoegd in 1715 en de kerktoren kreeg een nieuwe spits in 1740. Het gebouw werd circa 1774 verruimd aan de oostzijde met een kerkschip van drie beuken, een nieuw priesterkoor en een sacristie aan de zuidzijde, volgens de plannen van architect Joost Fermont. Een doopkapel werd toegevoegd in 1813. In 1988 startte men met het bepleisteren van de kerktoren en het wit schilderen van de kerk.

## Galerij

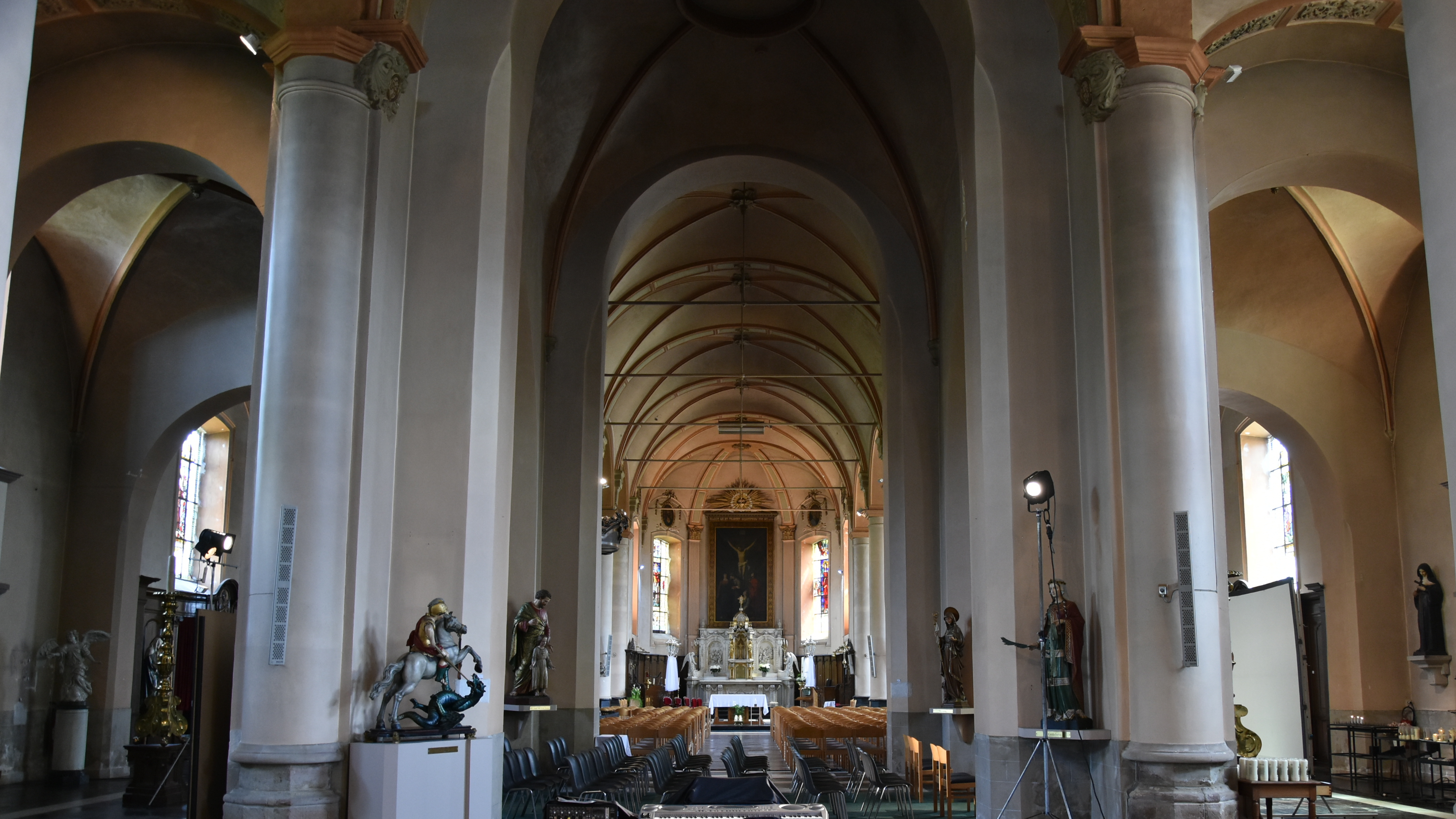
Foto vanaf het oude kerkschip
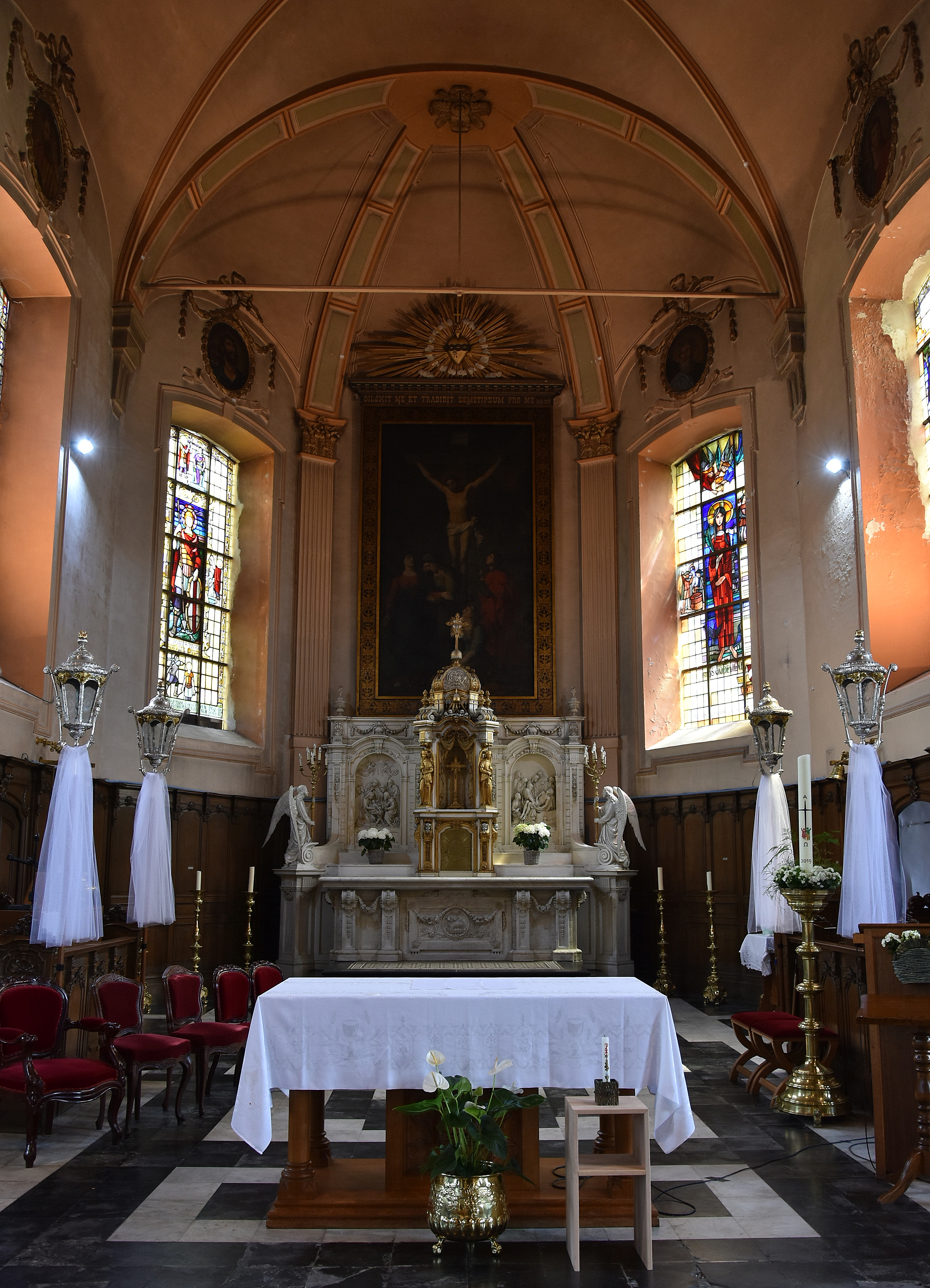
Het hoogaltaar
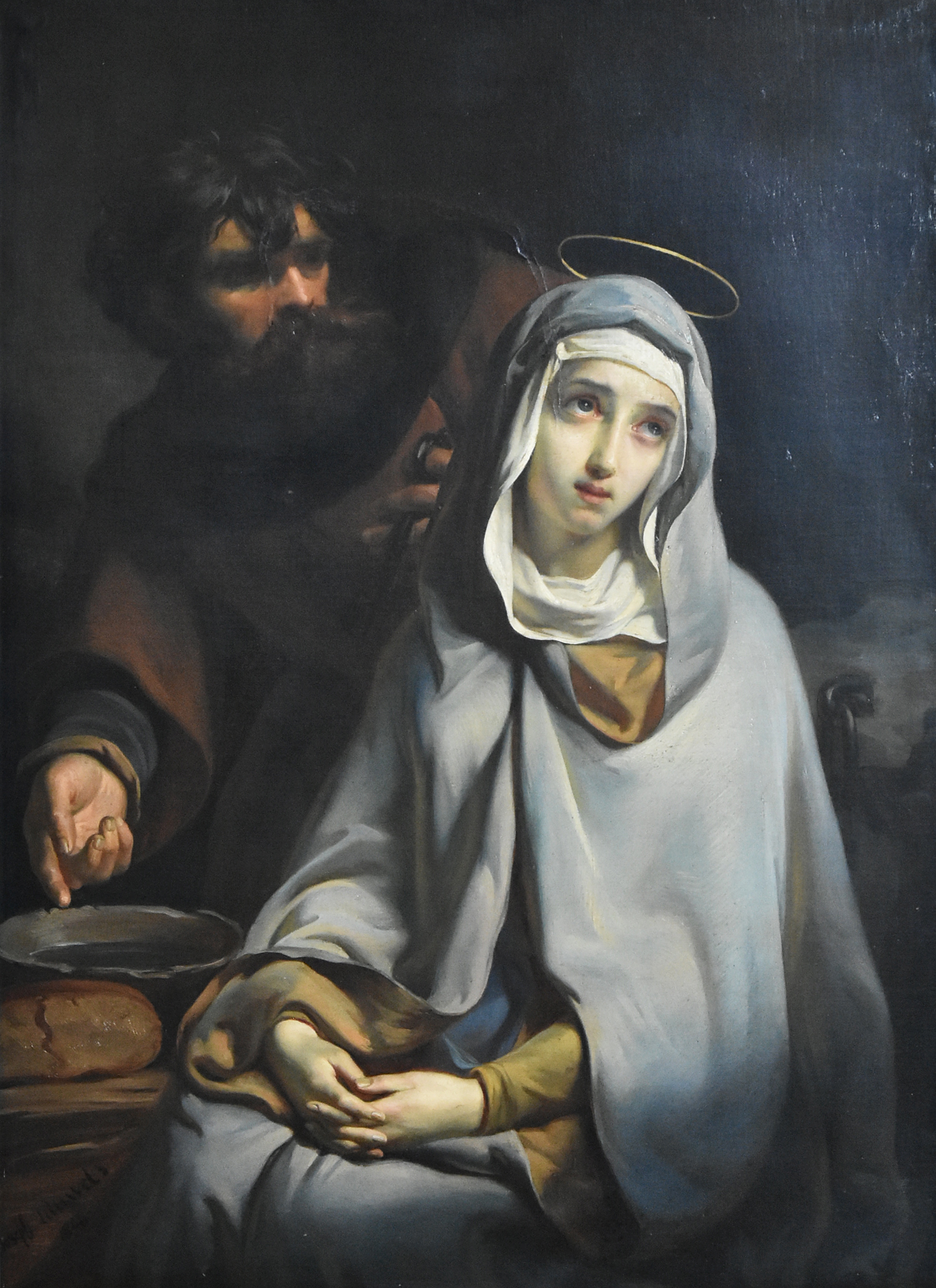
Heilige Godelieve in de kerker door Joseph Pauwels